# Ајнур Сербезовски
Ајнур Сербезовски је македонски певач народне музике ромског порекла и млађи брат певача Мухарема Сербезовског. Са оцем учитељем, мајком и осморо браће и сестара одрастао је у ромском насељу Шуто Оризари у Скопљу.
Снимио је тринаест соло албума, и пева на ромском, српском и македонском језику. Најпознатије песме су му Растајемо се ми и Црна жено, коју је касније обрадио певач Жељко Шашић.

## Дискографија

### Као део групеБраћа Сербезовски(заједно саМухаремом)
- Мухарем и Ајнур Сербезовски (1982, Југотон)
- Браћа Сербезовски - компилације (1981,1983, ПГП РТБ)[1]

### Као соло извођач
ЕП/Синглови
- Растанак/Био сам срећан (1978)
- Врати ми срећне дане/Ђенана ђенана (1980, Београд диск)

Албуми
- Љубави нема више (1983, Југотон)
- Снежана (1984, ПГП РТБ)
- Свирај, Чиго (1986, ПГП РТБ)
- Фато (1987, ПГП РТБ)
- Песме о љубави (1988, ПГП РТБ)
- Хало, хало девојко (1990, ПГП РТБ)
- Зајко кукурајко (1992, 13 млоина цигу угу)
- Шутка (1994, Ембекс)
- Ти си медена (1994, Ембекс)
- Нека, нека време је (1996,  Мегатон продукција)
- Далеко си (1998, Нимфа саунд)
- Ја нисам анђео (2000, Лазаревић продукција)
- Дај ми боже (2002, Лазаревић продукција)[2]